# Lviv National Ivan Franko Universitet
Lviv National Ivan Franko Universitet er et universitet i Lviv i Ukraine. Universitetet blev etableret i 1661 og er dermed et af de ældste i Østeuropa (og det ældste i Ukraine) med fakulteter for filosofi og teologi. I 1919, da Lviv kom til at ligge i Polen, blev det opkaldt efter Jaz Kazimierz, hvorefter det i 1940 fik sit nuværende navn efter Ivan Franko, der havde studeret på stedet i 1870'erne. Pr. 2024 har universitet 17 faktulteter, 18.187 studerende (heraf 345 udenlandske) og 1784 ansatte. Det centrale campus blev bygget i den sidste halvdel af 1800-tallet.

## Tidligere navne
Universitetet har gennem tiden haft forskellige navne:
- 1608-1661: College of the Society of Jesus
- 1661-1773: The Jesuit Academy
- 1784-1805: Josephine Universitet
- 1817-1918: Franz I Universitet
- 1919-1939: Jan Kazimierz Universitet
- 1939-1999: Ivan Franko Statsuniversitet
- 1999-: Lviv National Ivan Franko Universitet